# Centre scolaire Eddy Merckx
Le Centre scolaire Eddy-Merckx regroupe deux établissements scolaires secondaires belges : l'Institut communal mixte d'enseignement secondaire (ICMES) proposant des études en technique de qualification et professionnel et l'Institut technique secondaire supérieur d’éducation physique (ITSSEP) proposant des études en technique de transition.
L’établissement dépend du réseau de l’enseignement officiel subventionné, à savoir le Conseil des pouvoirs organisateurs de l’enseignement officiel neutre subventionné (CPEONS).
Les centres scolaires ICMES et ITSSEP ont fusionné en 1986, sous le nom de Centre scolaire Eddy Merckx en hommage au cycliste belge Eddy Merckx.
L'ICMES propose les options suivantes :
- Premier degré commun
- Premier degré différencié
- Deuxième degré technique de qualification techniques sociales et d’animation
- Deuxième degré professionnel travaux de bureau
- Troisième degré technique de qualification agent d’éducation
- Troisième degré professionnel auxiliaire administratif et d’accueil
- Troisième degré professionnel complément en accueil

L'ITSSEP propose les options suivantes :
- Deuxième degré technique de transition éducation physique
- Deuxième degré technique de transition sciences économiques appliquées
- Troisième degré technique de transition éducation physique
- Troisième degré technique de transition sciences économiques appliquées

Accès : ligne 39 du tramway de Bruxelles arrêt Rue au Bois et ligne 36 des autobus de Bruxelles arrêt Manoir d'Anjou.